# Dialan sur Chaîne
Dialan sur Chaîne é uma comuna francesa na região administrativa da Normandia, no departamento de Calvados. Estende-se por uma área de 21,93 km². Em 2010 a comuna tinha 1 066 habitantes (densidade: 48,6 hab./km²).
A municipalidade foi estabelecida em 1 de janeiro de 2017 e consiste na fusão das antigas comunas de Jurques e Le Mesnil-Auzouf.  A comuna tem sua prefeitura em Jurques.